# Paul-Victor Fournier
Pour les articles homonymes, voir Fournier.
Le chanoine Paul-Victor Fournier est un botaniste français, né le 29 décembre 1877 à Damrémont (Haute-Marne) et mort le 20 mai 1964 à Poinson-lès-Grancey (Haute-Marne). Son œuvre majeure, Les Quatre Flores de France, parue entre 1934 et 1940, puis rééditée plusieurs fois, est longtemps restée un ouvrage de référence pour l'identification des plantes sur le terrain.

## Biographie

### Formation
Paul Fournier conduit ses études au Petit Séminaire puis au Grand Séminaire à Langres. Il est ordonné prêtre le 29 juin 1901 et poursuit ses études à la Faculté de Dijon. À partir de 1903, il est successivement professeur au Petit Séminaire de Langres, au collège Saint-Joseph de Poitiers puis au collège des Pères maristes de Lyon. Il est mobilisé comme brancardier et infirmier durant la Première Guerre mondiale. Il est ensuite professeur à Saint-Dizier et est nommé chanoine honoraire du diocèse de Langres en 1921. Enfin, il devient professeur au collège Stanislas de Paris en 1928. Il se retire de l'enseignement en 1930 pour se consacrer à ses travaux littéraires et scientifiques. Il quitte la région parisienne pour s'installer au village de Poinson-lès-Grancey en 1937 dont il devient le curé.
Littéraire de formation, Paul Fournier est un naturaliste passionné. De 1924 à 1927, il publie le Bréviaire du botaniste, qui lui vaut le titre de docteur ès sciences de l'Université de Paris. Les thèses qu'il soutient à la Sorbonne en 1932 pour obtenir son Doctorat ès Lettres sont aussi consacrées à la botanique : La Contribution des missionnaires français au progrès des sciences naturelles aux XIXe et XXe siècles et Voyageurs naturalistes du clergé français avant la révolution. De 1932 à 1948, il assure la direction et la rédaction de la revue Le Monde des Plantes. Inscrit à la Société botanique de France, il est membre de son conseil en 1933, puis devient un de ses vice-présidents en 1936. Il est l'auteur d'une quarantaine de notes dans le Bulletin de Société Botanique de France. En consécration de son œuvre, il est élu Membre correspondant de la section botanique de l'Académie des sciences en 1960.

### L'œuvre majeure
Sa contribution la plus marquante à la botanique reste Les Quatre Flores de la France, dont la parution a débuté sous forme de fascicules en octobre 1934 pour se terminer en octobre 1940. Son titre devint Les Quatre Flores de France après la première édition. Cette flore complète mais d'un volume réduit, facilement transportable sur le terrain, était le complément idéal des grandes flores de l'époque (Flore descriptive et illustrée de la France de la Corse et des contrées limitrophes (1901-1906, chez Klincksiek, Paris) d'Hippolyte Coste, Flore complète illustrée en couleur de France, Suisse, Belgique (1912-1935, chez E. Orlhac, Paris) de Gaston Bonnier).
Rééditée plusieurs fois après 1940 (1946, 1961, 1977, 1990, 2001), elle n'a jamais été remise à jour (sauf quelques notes en fin de l'édition de 1961) mais un « Index actualisé » en a été publié en 1997. Les illustrations de l'auteur, très réduites dans la première édition (et dont la qualité de reproduction s'est amoindrie de réédition en réédition), ont été reproduites à leur taille réelle dans la version de l'ouvrage en deux volumes publiée par Lechevalier en 1977.
Malgré son ancienneté, la « Flore Fournier » reste une référence utilisée sur le terrain comme à domicile par un très grand nombre de botanistes. C'est sans contredit la plus pratique des flores de France, les éditions postérieures à 1977 étant plus « portatives » car réimprimées en un seul volume.

## Ouvrages
- Bréviaire du botaniste ou Florule de poche des genres et espèces complexes et de leurs hybrides, 1924-1927. Chez l'auteur, Saint-Dizier, 632 p.

Rééditée sous le titre Flore complétive de la plaine française. Genres complexes, espèces collectives, hybrides. Classement des sous-espèces et variétés. Région parisienne, Ouest, Centre, Nord, Est, 1928. Lechevalier, Paris, XII + 632 p, 565 figures.
- Les Quatre Flores de la France, Corse comprise (Générale, Alpine, Méditerranéenne, Littorale), 1934-1940. Chez l'auteur, Poinson-lès-Grancey, 1092 p, 8 075 figures.

Nouveau tirage en 1946 sous le nom Les Quatre Flores de France (Lechevalier).
Réédition en 1961 (Lechevalier), 2e édition en 1977 (2 volumes: I, texte et II, atlas, Lechevalier)
Rééditions identiques à celle de 1961 en 1990 (Lechevalier,  (ISBN 978-27205-0529-4)) et 2001 (Dunod,  (ISBN 978-2-1000-5463-3)).
- Voyages et découvertes scientifiques des missionnaires naturalistes français à travers le monde pendant cinq siècles (XVe à XXe siècle), 1932. Encyclopédie biologique X, Lechevalier, Paris, 258 p, 2 figures, 30 portraits.
- Les Cactées et les Plantes grasses, 1935. Encyclopédie pratique du naturaliste : 28, Lechevalier, Paris, 110p, 64 planches couleur + 17 planches n&b. Réédition en 1954 (Lechevalier).
- Le Livre des plantes médicinales et vénéneuses de France, 1947-1948. Encyclopédie biologique XXV-XXI-XXXII, Lechevalier, Paris, 3 vol, LXXVIII + 447 + 504 + 636 p, 818 figures.
- Flore illustrée des jardins et des parcs. Arbres, arbustes et fleurs de pleine terre, 1951-1952. Encyclopédie biologique XXXVIII-XXXIX-XL-XLIV, Lechevalier, Paris, 3 vol + atlas, 340 + 550 + 536 p + 182 planches.

## Source
- Georges Dillemann, « Paul-Victor Fournier (1877-1964) », Bulletin de la Société botanique de France, vol. 111, nos 5-6,‎ 1964, p. 286–290.